# Косовский миф
Косовский миф (серб. косовски мит) или косовский культ (серб. косовски култ) — один из ключевых сербских мифов, которые лежат в основе сербской национальной идентичности.
Появление косовского мифа связано с сербской эпической народной песней, косовским циклом и посткосовским циклом. Косовский миф на протяжении веков вдохновлял многочисленных художников, поэтов и мыслителей.
Косово поле в сербской государственности, истории и мифологии считается святым местом, источником национального духа и гарантом национального значения.

## Суть

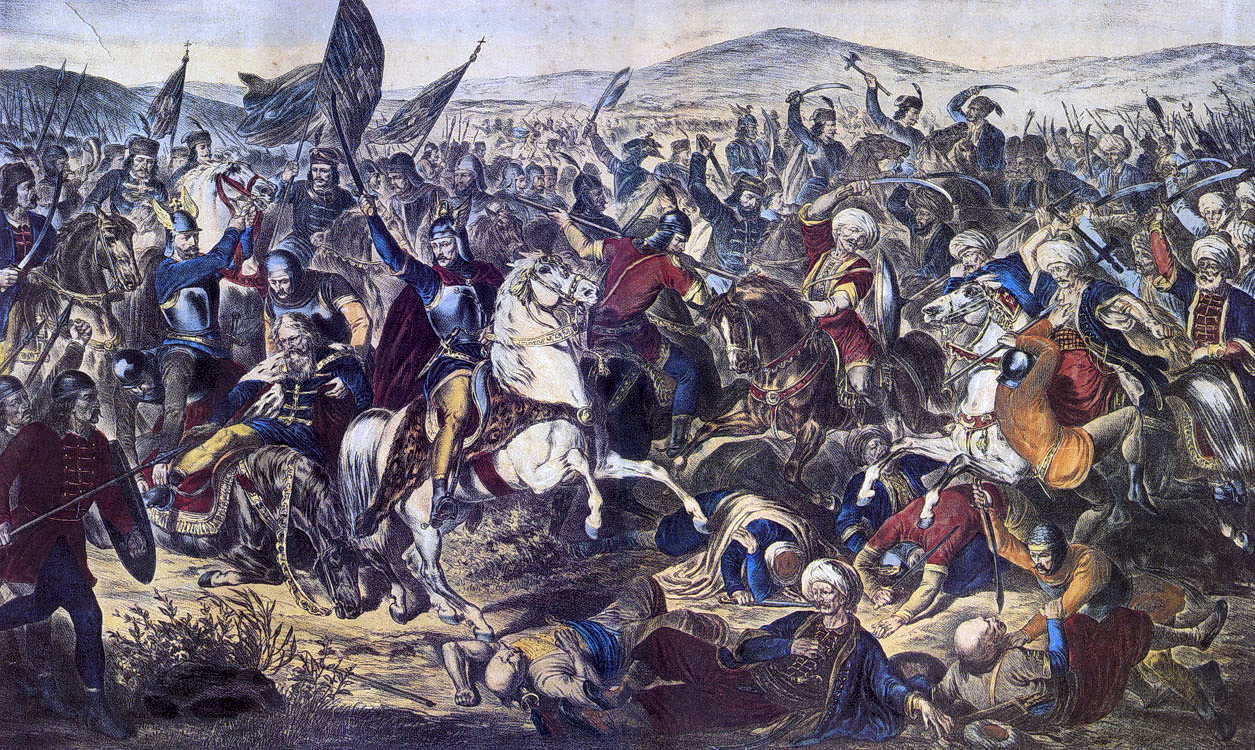
Картина Адама Стефановича «Бой на Косове»

Согласно косовскому мифу, сербы в битве на Косовом поле 1389 года во главе с Лазарем Хребеляновичем сознательно жертвовали своим земным царством, чтобы получить царство небесное, представление о котором является основой православного христианства. Социолог религии Мирко Джорджевич косовский миф анализирует следующим образом:
Князь Лазарь проиграл битву, но веками прочно пропагандируется его единодушный образ: он проиграл не из-за того, что не знал, как вести политику, или потому что был военно слабый, но потому что выбрал Царство небесное.
Кроме того, некоторые критики мифа отмечают, что романтическая сербская версия битвы на Косовом поле акцентирует внимание только на героизме и мученичестве князя Лазара, стирая из исторической памяти тот факт, что против турецкого войска на Косовом поле совместно с сербскими дрались албанские и боснийские воины.

## Политическое использование
Косовский миф играет важную роль в сербской политике с XIX века и в дальнейшем. В конце 1860-х косовский культ стал центральной темой сербского национализма и средством оправдывания сербских требований по отношению к Косову. В Балканских войнах 1912 года сербские войска захватили Косово и Метохию, что сербская политика объясняла как освобождение Косова и месть Османской империи за сербское военное поражение 1389 года.
В конце 1980-х годов в Сербии произошло возрождение косовского мифа, что активно поощряла Сербская православная церковь. В 1988 году мощи сербского средневекового князя Лазаря Хребеляновича, который повёл сербов в бой против османского войска на Косово 1389 года, с большой оглаской носили по всей Сербии и Боснии и Герцеговине. Святой князь Лазарь считается символом сербского мученичества и автором слов за «Небесную Сербию», закреплённых за праведными сербами, которые жили и умерли за крест и родину. По случаю празднования 600-й годовщины битвы на Косовом поле Слободан Милошевич в речи на Газиместане воспользовался символической силой косовского мифа ради сплочения масс вокруг своей политики.
Косовский миф и в дальнейшем играет важную роль в сербской политике и сербско-албанском конфликте за территорию Косово и Метохии. Так, например, год, когда состоялась битва на Косовом поле, взят для названия сербского националистического движения «1389».

## Албанский взгляд
Албанцы Косово воспринимают как символ «древней албанской земли», который непосредственно связывает античную иллирийскую и современную албанскую этническую общину на этих территориях, считают его символом диаспорного национализма, что проявляется в виде требования земель Косова и Метохии, которые в XX веке для тамошних албанцев стали символом оккупированной этнической территории. Для этого с конца Второй мировой войны со стороны КПЮ и Иосипа Броза Тито систематически велась работа над уничтожением сербских мифов о Косово и желанием сербов жить в этой области и поощрялись албанские претензии.